# 24/7 (Meek Mill)
24/7 è un singolo del rapper statunitense Meek Mill, pubblicato il 16 aprile 2019 come terzo estratto dal quarto album in studio Championships.
Il brano vede la partecipazione vocale della cantante statunitense Ella Mai.

## Descrizione
La canzone contiene un campionamento di Me, Myself and I di Beyoncé.